# This is what the edge of your seat was made for
This is what the edge of your seat was made for es el primer EP de Bring Me the Horizon, publicado el 25 de septiembre de 2004, a través de Thirty Days of Night Records en Australia y el 30 de enero de 2005, a través de Visible Noise Record en el Reino Unido.

## Historia
This is what the edge of your seat was made for fue publicado el 25 de septiembre de 2004 en los EE. UU. a través de Earache Records. El EP en Thirty Days of Night Records, fue una carrera estricta de solo 1000 copias. El nombre del álbum proviene de la primera línea de "Traitors Never Play Hangman". Según una entrevista con la banda, Traitors Never Play Hangman fue originalmente dos canciones diferentes. Una de ellos es "Traitors Never Play Hangman", y la otra se llama "We Are All Movie Stars". Después de un tiempo decidieron unir las dos canciones en una sola. El EP inicialmente tuvo su trabajo terminado con las dos canciones separadas. El EP liberado tendría cinco pistas que incluiría las canciones: "Who Wants Flowers When You're Dead? Nobody.", "Dagger", "Passe Compose", "Traitors Never Play Hangman" y "We Are All Movie Stars". El diseño la portada del álbum era diferente también, con el logotipo de la banda con una paloma en la esquina de la cubierta de pie sobre una botella con corazones. En el 2006 grabaron el vídeo de "Traitors Never Play Hangman" en vivo en Camden Underworld, pero fue publicado el 21 de mayo de 2007 por Visible Noise Records. Ese fue el primer video de Bring Me the Horizon.

## Lista de canciones
| N.º | Título                                        | Duración |  |
| 1.  | «RE: They Have No Reflections»                | 5:42     |  |
| 2.  | «Who Wants Flowers When You're Dead? Nobody.» | 4:54     |  |
| 3.  | «Rawwwrr!»                                    | 4:13     |  |
| 4.  | «Traitors Never Play Hangman»                 | 3:37     |  |

## Créditos
Bring Me the Horizon
- Oliver Sykes – voz
- Lee Malia – guitarra líder
- Curtis Ward – guitarra rítmica
- Matt Kean – bajo
- Matt Nicholls – batería